# Release Me (chanson de 1946)
Pour les articles homonymes, voir Release Me.
Release Me est une chanson populaire de Eddie Miller, Robert Yount, et Dub Williams, publiée en 1946. 
Miller écrit la chanson en 1946 mais ne trouve personne pour l'enregistrer, jusqu'à ce qu'il se décide à le faire lui-même en 1953. Peu après, elle est reprise par Jimmy Heap, puis par Ray Price et Kitty Wells. Dans les années 1960, les versions de Esther Phillips (1962) et de Engelbert Humperdinck (1967) sont des succès de classement.